# Ливийское стекло

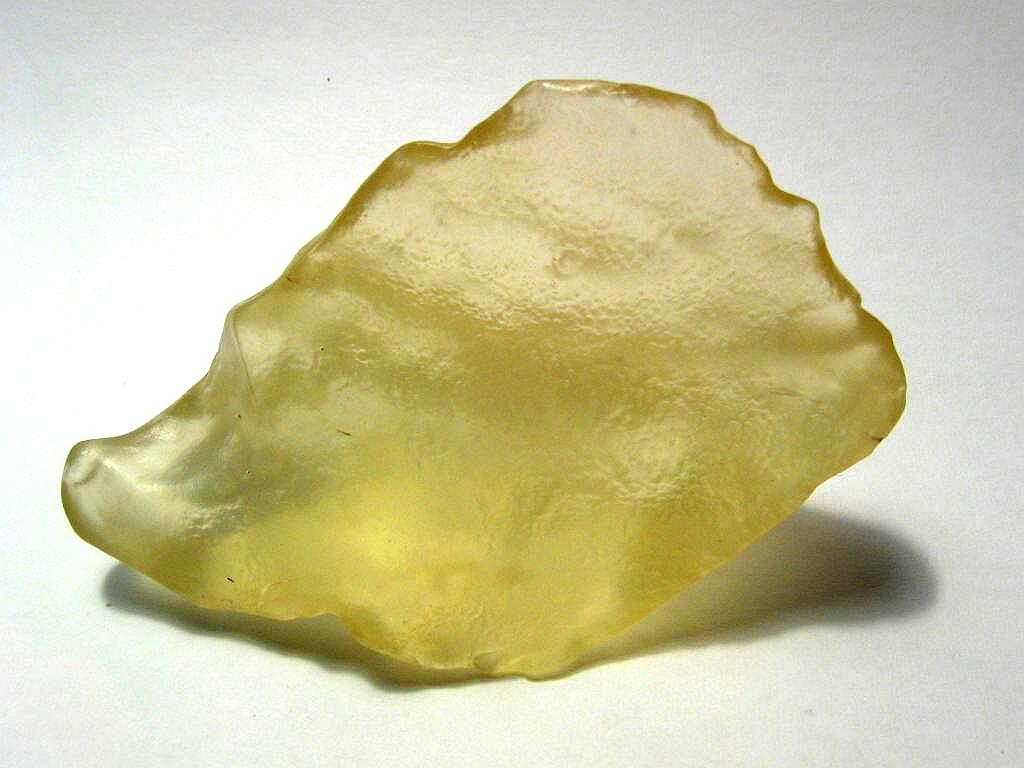
Образец ливийского стекла

Ливи́йское стекло́, реже ливи́т (в научных источниках) — стеклообразная горная порода, одна из старейших известных людям разновидностей тектитов-импактитов,. Регулярно находимая в Ливийской пустыне, получила название, соответствующее географическому местоположению, что традиционно для всех тектитов.

## Описание
По внешнему виду и химическому составу ливиты располагаются особняком среди других региональных разновидностей тектитов, отчасти, сближаясь только с дарвинским стеклом. От большинства тектитов ливиты отличаются очень высоким содержанием кремнезёма, а также очень малым количеством примесей; на 98 % они состоят из диоксида кремния (SiO2), оставшиеся 2 % — космогенные вещества (пыль). Диагностически важная примесь, по которой ливийское стекло обычно отличают от подделок, — необычайно высокое содержание характерного для вещества метеоритов и астероидов «космического» элемента иридия, который в обычном природном стекле не встречается. Факт о содержании иридия был установлен в 1999 году итальянскими учёными[какими?].
Ливийское стекло относится к числу самых чистых природных стёкол. В ливитах содержится очень низкое число примесей, в связи с чем они имеют желтоватый или желтовато-зелёный цвет — оба этих свойства связаны с пустынным (кварцевым) происхождением ливийских стёкол.:432-433
Цвет ливитов — жёлто-зелёный до почти жёлтого, светло-зелёного или светло-жёлтого, песочного оттенка. Стекловидные агрегаты полупрозрачны, иногда бывают прозрачными. Самые чистые образцы имеют сувенирное или ювелирное применение.

## Место находки
Обнаружены в Ливийской пустыне (отсюда и название). Место рассеивания ливитов разделено между египетской и ливийской частью Сахары. Позднее спутниками был обнаружен ударный кратер в месте столкновения с Землёй предполагаемого метеорита – кратера Кебира. Воронка полностью скрыта песками пустыни Сахара. Она обнаруживает себя в форме гравитационной аномалии и видна только на спутниковых снимках.

## Версии происхождения
Предположительно, ливийское стекло образовалось в результате ударного воздействия крупного метеорита или кометы на песок. По другой, менее основательной версии, причиной стал воздушный (надземный) термоядерный взрыв.
Другую маргинальную версию в 1950-е годы выдвинули советский математик М. Агрест, ранее занимавшийся советским ядерным проектом, и британский историк Реймонд Дрейк. Плавленые стёкла в Ливийской пустыне они посчитали косвенным доказательством посещения Земли космическими кораблями инопланетных пришельцев, имевшим место совсем недавно, в ближайшие 10 - 15 тысяч лет. Такой вывод был сделан, прежде всего, на основании содержания в ливитах долгоживущих радиоактивных изотопов: алюминия-26 и бериллия-10. По результатам анализа степеней полураспада этих изотопов оба автора, независимо друг от друга, сделали вывод, что ливийскому стеклу значительно менее миллиона лет, при том, что оно определённо не имеет вулканического происхождения. В качестве основной гипотезы происхождения пустынных тектитов Агрест и Дрейк выдвигают воздействие на кварцевый песок пустыни очень высоких температур в зоне двигателей космических кораблей, приземлявшихся и взлетавших из Ливийской пустыни, что никак не доказывает наличие иридия в стекле. Как дополнительный аргумент к версии палеоконтакта, Агрест приводит также пример расположенной неподалёку Баальбекской террасы, состоящей из громадных каменных плит, которую некоторые авторы также считают остатками инопланетного космодрома.

## Использование

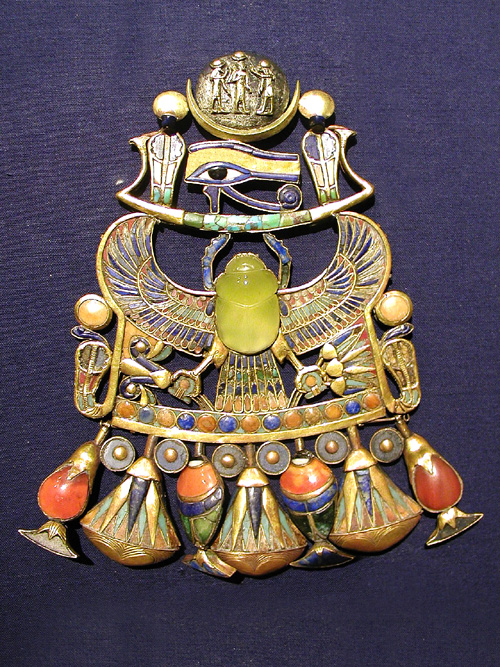
Медальон Тутанхамона

Ливит, как типичное стекло, обладает невысокой твёрдостью и лёгок в обработке. Древние мастера широко использовали эти камни для изготовления наконечников копий, скребков и ножей. Образец ливийского стекла высокого качества, обработанный в форме жука-скарабея, расположен по центру тотемного ожерелья фараона Тутанхамона, найденного в его гробнице. 
В XX веке вывоз ливийского стекла из Египта был запрещён властями; как следствие, на мировом рынке сувениров часто встречаются плавленые подделки под этот материал.